# Cyclorana occidentalis
Cyclorana occidentalis o Ranoidea occidentalis (western water-holding frog) es una rana de Australia.  Los científicos no están seguros que debe estar en el género Ranoidea o Cyclorana (género obsoleto, posiblemente Litoria).  Vive en Australia Occidental.
La rana adulta macho mide 6.0 cm de largo y la hembra 7.0 cm.  Tiene cuerpo plano.  Aunque vive en una región seca, tiene patas palmeadas y pasa gran parte de su tiempo en el agua. Debido a que tiene la cabeza ancha, los científicos creen que se come a otras ranas.  Creen que captura otras ranas cuando llegan a cuerpos de agua temporales para reproducirse.
Esta rana se reproduce cuando llueve. La hembra pone huevos en cuerpos de agua temporales, 500 a la vez.
Los renacuajos miden 8.0 cm de largo.  Después de convertirse en ranas jóvenes, miden 3.5 cm de largo.